# Airlock Alpha
Pour les articles homonymes, voir Syfy (homonymie).
Airlock Alpha est un site web d'actualités centré sur les comics, séries télévisées et films de science-fiction et fantasy créé en 1998. Jusqu'en 2009, il a porté le nom de SyFy Portal, avant de vendre le nom de « SyFy » à la chaîne Sci Fi Channel, qui a depuis pris le nom de Syfy.